# Reduções no Paraguai e adjacências
A partir de 1580, missionários franciscanos e jesuítas fundaram diversas reduções no território que atualmente corresponde ao Paraguai e adjacências (sudoeste do Brasil e região do chaco, que incluí o sudeste da Bolívia e o Norte da Argentina). O principal objetivo dessas reduções era evangelizar os nativos e integrá-los ao Império Espanhol.
As primeiras reduções foram fundadas por franciscanos em 1580, no território que atualmente corresponde ao Paraguai e procuravam evangelizar nativos da etnia guarani. A partir de 1609, os jesuítas começaram a fundar reduções e houve uma diminuição da ação dos franciscanos entre os nativos da região que somente seria retomada após a expulsão dos jesuítas do Império Espanhol em 1767.
No início, as reduções se concentraram entre os guaranis e incluíam regiões que atualmente pertencem ao sudoeste do Brasil que na época pertenciam ao Império Espanhol. As reduções formadas em território brasileiro foram destruídas pela ação dos bandeirantes e pelas Guerras Guaraníticas.
Posteriormente, foram fundadas reduções para evangelizar outras etnias como os chiquitos que habitavam o sudeste da Bolívia (ver: Missões jesuíticas entre os Chiquitos). Também foram fundadas reduções para evangelizar diversas etnias que habitavam o norte da Argentina na região do chaco.

## Ação dos franciscanos
Alonso de San Buenaventura e Luís de Bolaños, no dia 8 de fevereiro de 1580, fundaram a redução de "San Lorenzo de los Altos", nas proximidades de Assunção, entre nativos da etnia guarani.
Em 1599, a administração de todas as reduções dos fundadas pelos franciscanos, com exceção da de Itá, foi tranferida para o clero secular, pelo Bispo Vásquez de Liano.
A partir a expulsão dos jesuítas, em 1767, franciscanos vinculados ao Colégio Franciscano de Tarija, na Bolívia, começaram a fundar reduções na região do Chaco, principalmente entre nativos da etnia chiriguana, no chaco boliviano, no território em forma de meia-lua que se estendia da atual Cochabamba, passava por Santa Cruz de la Sierra e também abrangia a Província de Salta. Nessa etapa, destacou-se Francisco del Pilar.
A ação dos franciscanos foi interrompida pelas Guerras de Independência na década de 1810 e somente retomada em 1848.

## Ação dos jesuítas
Antes de fundar as reduções entre os guaranis, os jesuítas tinham fundado a Redução de Juli, em 1576, que tinha como objetivo evangelizar nativos da etnia aimará, que residiam nas margens do Lago Titicaca.
O primeiro jesuíta a atuar entre os nativos da região teria sido Alonso de Barzana que, em 1593, depois de ter atuado entre os lules e matarás na Província de Tucumán, se dirigiu à cidade Corrientes.
Em 9 de fevereiro de 1604, foi criada a Província Jesuítica do Paraguai, que teve como primeiro superior Diego Torres Bollo, que entre 1581 e 1585 dirigiu os trabalhos na Redução de Juli. Diego chegou à Assunção em 1607, acompanhado de treze padres.
Em 4 de abril de 1609, foi concedido, às missões jesuíticas na região, o "Real Patronato", que colocava os nativos reduzidos a salvo dos encomiendeiros. Essa concessão foi reforçada por uma ordem expedida em 26 de novembro daquele ano, pelo Governador das Províncias do Rio da Prata e do Paraguai.
Em 29 de dezembro de 1609, com o apoio do governador Hernandarias, foi fundada a primeira redução jesuítica da região: "San Ignacio Guazú", por Marcial de Lorenzana e Francisco de San Martín, entre os guaranis liderados pelo cacique Arapizandú.
Muitas reduções foram fundadas em territórios que atualmente pertencem ao sudoeste do Brasil, mas essas foram destruídas pela ação dos bandeirantes. A ação destrutiva somente foi contida a partir de março de 1641, quando guaranis, armados com armas de fogos, derrotaram bandeirantes nas proximidades do Morro Mbororé, na Província de Misiones, na Argentina (Batalha de M'Bororé).
Em 1645, o Vice Rei do Peru permitiu o armamento dos nativos reduzidos.
A partir de 1691, foram fundadas reduções de nativos da etnia chiquitana (chiquitos).
Em 1744, a Companhia de Jesus realizou um censo que indicou que existiam 84.000 nativos em reduções sob sua administração na região.
No dia 27 de fevereiro de 1767, foi expedida pelo Rei Carlos III uma ordem de expulsão dos jesuítas do Império Espanhol.

## Lista das reduções no Paraguai e adjacências
| Ano de Fundação | Denominação                                           | Congregação religiosa | Etnia                    | Situada no território que atualmente pertence ao | Descrição |
| --------------- | ----------------------------------------------------- | --------------------- | ------------------------ | ------------------------------------------------ | --- |
| 1580            | "San Lorenzo de los Altos"                            | Franciscanos          | Guaranis                 | Paraguai                                         | Fundada por Luís de Bolaños e Alonso de San Buenaventura a cerca de 40 km de Assunção chegou a agrupar cerca de 1300 nativos, teve sua Igreja coberta por tenhas em 1616, com o apoio do governador Hernandarias, atualmente corresponde ao município de "Altos de Ybytyrapé" |
| 1580            | "San Francisco de Atyra"                              | Franciscanos          | Guaranis                 | Paraguai                                         | Fundada por Luís de Bolaños e Alonso de San Buenaventura. Algumas das imagens que se encontram na Igreja do local são da época dos missionários |
| 1580            | "Todos los Santos de Guarambaré"                      | Franciscanos          | Guaranis                 | Paraguai                                         | Fundada por Luís de Bolaños e Alonso de San Buenaventura. |
| 1583            | Tobatí                                                | Franciscanos          | Guaranis                 | Paraguai                                         | Fundada por Luís de Bolaños e Alonso de San Buenaventura. Na Igreja do lugar ainda se encontram esculturas em madeira com o estilo guarani-franciscano. |
| 1585            | "San Blas de Itá"                                     | Franciscanos          | Guaranis                 | Paraguai                                         | Fundada por Luís de Bolaños. Onde atualmente está localizado o município de Itá hoje conhecida como a cidade do Cântaro e do Melaço, pois desde de a época dos franciscanos aquela localidade se notabilizou pela fabricação de cântaros de argila e de melaço de cana de açúcar. |
| 1587            | "San Buenaventura de Yaguarón"                        | Franciscanos          | Guaranis                 | Paraguai                                         | Situada a 48 km a sudeste de Assunção, onde hoje fica a cidade de Yaguarón. Inicialmente, reunia 1.700 guaranis. |
| 1607            | "San José de Caazapá"                                 | Franciscanos          | Guaranis                 | Paraguai                                         | Fundada por Luís de Bolaños no dia 10 de janeiro de 1607. |
| 1609            | "San Ignacio Guazú"                                   | Jesuítas              | Guaranis                 | Paraguai                                         | Fundada em 29 de dezembro de 1609, por Marcial de Lorenzana e Francisco de San Martín, que também ajudariam a fundar Santa Rosa, Santiago, "Encarnación de Itapúa", "Santa María" e "San Cosme y Damián". |
| 1610            | "Nuestra Señora María de los Reyes"                   | Jesuítas              | Guaicurus                | Paraguai                                         | Fundada por Roque González de Santa Cruz e Vicente Grifi. No lugar atualmente denominado como: "Yasocá", localizado a uma légua do Rio Paraguai em frente à cidade de Assunção. Os guaicurus habitavam a região situada entre os rios Confuso (ou Yabebyry) e Pilcomayo. Não obteve sucesso e foi abandonada pelos jesuítas em 1626. |
| 1610 - 1629     | Missões Jesuíticas no oeste do Estado do Paraná       | Jesuítas              | Guaranis                 | Brasil                                           | Trabalho iniciado por José Cataldino e Simón Masseta, sob as instruções de Diego de Torres Bollo (superior provincial), apoiado pelo governador Hernandarias. |
| 1611            | "San Francisco de Yuty"                               | Franciscanos          | Guaranis                 | Paraguai                                         | Fundada, no dia 4 de outubro de 1611, por Luís de Bolaños. localizada a 320 km de Assunção. |
| 1613            | Guazutinguá                                           | Jesuítas              | Guaicurus                | Paraguai                                         | Fundada por Pedro Romero. |
| 1615            | "Nuestra Señora de la Encarnación de Itapúa"          | Jesuítas              | Guaranis                 | Argentina/Paraguai                               | Fundada no dia 25 de março de 1615, por Roque González de Santa Cruz, na margem esquerda do Rio Paraná, onde, atualmente, está localizada a cidade de Posadas na Argentina. Pouco tempo depois, deslocou-se para a margem direita daquele rio, onde, atualmente, está localizada a cidade de Encarnación, no Paraguai. |
| 1615            | "Pura y Limpia Concepción de Nuestra Señora de Itatí" | Franciscanos          | Guaranis                 | Argentina                                        | Fundada por Luís de Bolaños, durante o governo de Hernandarias. Originalmente foi fundada mais a oeste do que sua localização atual, para a qual mudou-se entre 1618 e 1619, sob a liderança do franciscano Juan Gamarra. Naquela redução foram instaladas oficinas de ferraria, carpintaria e uma uma fábrica de ladrilhos. A Virgem de Itatí é a padroeira da Província de Corrientes. |
| 1616            | Yaguapohá                                             | Jesuítas              | Guaranis                 | Argentina                                        | Fundada por Roque González Santa Cruz. |
| 1622            | Corpus Christi                                        | Jesuítas              | Guaranis                 | Argentina                                        | Fundada por Pedro Romero e Diego de Boroa, durante a festa de Corpus Christi. Inicialmente estava localizada no Arroio Itembey, a oeste do Rio Paraná. Em 12 de maio de 1701, mudou-se o leste daquele rio, nas margens do Arroio Igauguy |
| 1624            | "Natividad de Nuestra Señora de Acaray"               | Jesuítas              | Guaranis                 | Argentina                                        | Fundada no dia 17 de março de 1624 por Diego de Boroa. Localizada na Foz do Rio Acaray (afluente do Rio Paraná). Em 1633, devido ao assédio dos bandeirantes, foi esvaziada e os habitantes se mudaram para as reduções de Itapúa e Corpus Christi. |
| 1626            | Santa María la Mayor                                  | Jesuítas              | Guaranis                 | Argentina                                        | Fundada por Diego de Boroa, a leste do Rio Paraná. Em 1633, devido ao assédio dos bandeirantes, foi esvaziada e os habitantes se mudaram para as proximidades da redução de "Los Santos Mártires de Japón". No final do século XVII, foi novamente removida para a margem ocidental do Rio Uruguai, nas proximidades de Concepción de la Sierra. Foi destruída em 1817, por Francisco das Chagas Santos. Em 1945, foi declarada Monumento Histórico Nacional e, em 1945, Patrimônio Mundial da Humanidade, pela Unesco. |
| 1632            | "Nuestra Señora de Loreto II"                         | Jesuítas              | Guaranis                 | Argentina                                        | Fundada por guaranis oriundos das reduções no oeste do Estado do Paraná que, liderados pelo jesuíta Antônio Ruíz de Montoya, fugiram da região devido ao assédio dos bandeirantes. Localizada nas proximidades do Arroio Yabeviry. Se destacou por possuir uma biblioteca e uma gráfica. Acredita-se que o padre Montoya foi enterrado no templo desta localidade. |
| 1632            | "San Ignacio Miní II"                                 | Jesuítas              | Guaranis                 | Argentina                                        | Fundada por guaranis oriundos das reduções no oeste do Estado do Paraná que, liderados pelo jesuíta Antônio Ruíz de Montoya, fugiram da região devido ao assédio dos bandeirantes. |
| 1632            | San Carlos                                            | Jesuítas              | Guaranis                 | Argentina                                        | Localizada no nordeste da Província de Corrientes. Em 1638, mudou-se para sua localização definitiva. |
| 1632            | San Cosme y Damián                                    | Jesuítas              | Guaranis                 | Paraguai                                         | Fundada por Adriano Fornoso, seus habitantes tiveram que mudar de lugar quatro vezes. Em 1760, se instalaram próximos à cidade de Encarnación. Nessa redução residiu o astronômo Buenaventura Suárez. Localizada a 335 Km de Assunção. |
| 1632 - 1650     | Missões de Itatim                                     | Jesuítas              | Guaranis                 | Brasil                                           | A Província de Itatín era situada entre os rios Paraguai, Apa e Miranda, ou seja, um território que atualmente pertence ao Estado de Mato Grosso do Sul, mas que na época era subordinada à Governo do Rio da Prata e do Paraguai. Em 1632, existiam quatro reduções jesuíticas estabelecidas há pouco tempo na região: "Ángeles de Tacuaty", "San José de Yacaray", "San Benito de Yaray" e "Natividad de Nuestra Señora de Taragüí", que foram destruídas pelos bandeirantes. Os habitantes dessas reduções se deslocaram para terras mais ao sul e, em 1634, se agruparam na redução de "Yatebó". Entre 1635 e 1647, dividiram-se em duas reduções: "Nuestra Señora de Fe" e "San Ignácio de Caaguazú". Em 1645, a oeste do Rio Paraguai, foi fundada a redução de Santa Bárbara. Em 1669, a redução de "San Ignácio de Caaguazú" foi refundada na sua localização atual, a 279 Km de Assunção, no Departamento de Misiones, com o nome de "Santiago Apóstolo". No local existe um museu com esculturas em madeira da época dos jesuítas. |
| 1632 - 1707     | Missões Orientais ou do "Tapé"                        | Jesuítas              | Guaranis                 | Brasil                                           | Também conhecidas como Sete Povos das Missões: San Francisco Borja (1632), San Miguel Arcángel (1632), San Nicolás (1687), San Luis Gonzaga (1687), San Lorenzo Mártir (1690), San Juan Bautista (1697) e Santo Ángel Custodio (1707). Situadas na margem do Rio Uruguai, na região que atualmente corresponde ao oeste do Estado do Rio grande do Sul. Devido a diversos ataques de bandeirantes, se deslocaram para a margem oeste do Rio Uruguai. |
| 1639            | "Santos Mártires del Japón"                           | Jesuítas              | Guaranis                 | Argentina                                        | Fundada em 1639, por refugiados das reduções orientais, que sofriam com os ataques de bandeirantes. Foram destruídas pelas invasões lusitanas de 1817. Esse nome era uma homenagem aos jesuítas crucificados em Nagasaki no dia 5 de fevereiro de 1597. |
| 1647            | "Santa María de Fe"                                   | Jesuítas              | Guaranis                 | Paraguai                                         | Fundada originalmente como "Nuestra Señora del Taré", por Manuel Berthot, 200 léguas ao norte de sua localização posterior, para onde se deslocaram para fugir dos bandeirantes. Sua localização final estava a 246 Km de Assunção. Em 1728, tinha cerca de 7.000 habitantes. Foi abandonada durante a Guerra do Paraguai. Atualmente no local existe um museu que conserva esculturas em madeira da época dos jesuítas. |
| 1651            | "Santiago"                                            | Jesuítas              | Guaranis                 | Paraguai                                         | Localizava-se nas proximidades de Ayolas, a cerca de 250 km de Assunção. Foi uma redução de pequeno porte. O altar do templo local é da época dos missionários. |
| 1653            | "San Francisco de Regis"                              | Jesuítas              | Mataguaios               | Argentina                                        | Localizava-se nas margens do Rio Bermejo. |
| 1681            | "Santa María"                                         | Jesuítas              | Mataguaios               | Argentina                                        | Localizava-se no vale do Rio Zenta, nas proximidades de San Ramón de la Nueva Orán. Em 27 de outubro de 1683, foi atacada pelos mocovies e tobas. Esse ataque resultou na morte de Pedro Ortíz e Juan Salinas, que ficaram conhecidos como os "Mártires do Zenta" e 18 nativos. |
| 1685            | "Jesús del Tavarangue"                                | Jesuítas              | Guaranis                 | Paraguai                                         | Fundada por Gerónimo Delfín, inicialmente localizava-se nas margens do Rio Monday, mas os habitantes tiveram que se deslocar por diversas vezes para fugir dos bandeirantes até que se instalaram no Departamento de Itapúa. Em 1750, tinha cerca de 3.000. Em 1993, a Unesco incluiu o lugar na lista de Patrimônios da Humanidade. Localiza-se a 41 Km da cidade de Encarnación. |
| 1691            | "San Javier"                                          | Jesuítas              | Chiquitos                | Bolívia                                          | Primeira missão fundada nos Llanos de Chiquitos . |
| 1696            | "San Rafael"                                          | Jesuítas              | Chiquitos                | Bolívia                                          | A Igreja do lugar tem uma importante escultura da Virgem Maria. |
| 1698            | "San José de Chiquitos"                               | Jesuítas              | Chiquitos                | Bolívia                                          | Fundada por Felipe Suárez e Dionísio Ávila, nas proximidades de "San Lorenzo de la Barranca". Em 1745, eram 2.375 habitantes liderados por Bartolomé de Mora. Foi reconhecido como Patrimônio da Humanidade pela Unesco. |
| 1698            | "Santa Rosa de Lima"                                  | Jesuítas              | Guaranis                 | Paraguai                                         | Localizada a 22 km a leste de San Ignacio Guazú e a 248 Km de Assunção. Antigas casas da época dos missionários ainda são habitadas. |
| 1706            | "Trinidad del Paraná"                                 | Jesuítas              | Guaranis                 | Paraguai                                         | Fundada em junho de 1706, recebeu habitantes deslocados da redução de San Carlos (Corrientes, Argentina). Em 1728, tinha cerca de 3.000 habitantes. Sua igreja tem uma imagem com anjos músicos. Em 1993, foi declarada Patrimônio da Humanidade pela Unesco. Localizada a 31 km ao noroeste da cidade de Encarnación. |
| 1708            | "Concepción"                                          | Jesuítas              | Chiquitos                | Bolívia                                          | Fundada por Lucas Caballero. Entre 1753 e 1756, sua Igreja foi construída por Martín Schmidt. Em 1975, foi reconstruída por Hans Roth. |
| 1711            | "San Juan Bautista de Balbuena"                       | Jesuítas              | Lules                    | Argentina                                        | Fundada junto ao Forte de Balbuena. Inicialmente habitada 400 nativos isistinés e toquistinés (subgrupos da etnia lule). Segundo o jesuíta Vicente Oleína, destacou-se pela produção de cera e mel de abelhas. Em 1715, liderados por Antônio Machoni, mudaram-se para as proximidades do Forte de Miraflores, quatorze léguas a oeste de sua localização original. |
| 1715            | "San Esteban de Miraflores"                           | Jesuítas              | Lules                    | Argentina                                        | Fundada, em 7 de agosto de 1715, por Antônio Machoni, nas margens do Rio Salado, com os habitantes que se deslocaram da redução de "San Juan Bautista de Balbuena". Foi destruída em 1728 e restabelecida, em 1756, a leste do Cerro de Miraflores, a 36 léguas a sudeste da cidade de Salta. |
| 1717            | "Concepción en el Valle de Salinas"                   | Jesuítas              | Chiriguanos e Mataguaios | Bolívia                                          | Fundada por Francisco Guevara. Em 1727, foi destruída pela rebelião chiriguana. Em 1769, devido à expulsão dos jesuítas em 1767, foi entregue a missionários franciscanos. |
| 1721            | "San Miguel"                                          | Jesuítas              | Chiquitos                | Bolívia                                          | Foi umas das reduções mais prósperas. |
| 1724            | "San Ignácio de los Zamucos"                          | Jesuítas              | Ayoreos                  | Bolívia                                          | Fundada por Agustín Castañares e Ignacio Chomé. Em 1745, os jesuítas se retiraram diante do fracasso na busca de alterar os hábitos dos nativos. Alguns dos moradores se mudaram para a redução de "San Ignácio de Velasco". |
| 1735            | "San José de las Petacas"                             | Jesuítas              | Vilelas                  | Argentina                                        | Fundada por Joseph Theodoro Bravo nas proximidades do Rio Salado, na Província de Santiago del Estero, no sudoeste da llanura chaquenha. Em 1756, foi incendiada em um ataque realizado por tobas, ocasião na qual morreu Francisco Ugalde. Em 1762, foi deslocada para a margem esquerda do Rio Salado. Os moradores se dispersaram após a expulsão dos jesuítas em 1767. |
| 1743            | "San Javier"                                          | Jesuítas              | Mocovís                  | Argentina                                        | Durante o governo de Francisco Antônio de Vera y Mujica na Província de Santa Fé, surgiram quatro importantes reduções: "San Javier" e "San Pedro", que agrupavam mocovís; "San Jerónimo del Rey", que agrupava abipones e "Nuestra Señora de la Concepción de Cayastá", fundada em 1749, que, inicialmente, agrupava 339 charrúas. A primeira dessas foi "San Javier", fundada em 27 de junho de 1743, pelos jesuítas Francisco Burgés e Jerónimo Nuñez, e pelos caciques mocovís Chitalín e Aletín. Em 1748, chegou o missionário Florián Paucke, que lideraria a missão entre 1749 e 1767, ano da expulsão dos jesuítas, quando a redução. contava com 982 habitantes. Em 1749, a redução foi deslocada 7 léguas para o norte, para evitar confrontos colonos que começavam a se instalar nas proximidades. Em 1750, fizeram um novo deslocamento, dessa vez para seis léguas mais ao norte da nova posição, chegando ao lugar onde hoje se situa a cidade de "San Javier". A redução de "Nuestra Señora de la Concepción de Cayastá", teve como primeiros habitantes 339 nativos da etnia charrúa, capturados em novembro de 1749, pior Francisco Antonio de Vera Mujica, Governador de Santa Fé. Fundada em 17 de setembro de 1750, às margens do Arroio de Cayastá. Deixou de existir em 1820. |
| 1748            | "San Ignacio de Loyola"                               | Jesuítas              | Ayoreos e Chiquitos      | Bolívia                                          | Em 1745, a redução "San Ignacio de Zamucos" foi abandonada e, em 1748, alguns de seus habitantes, liderados por Miguel Streicher, fundaram uma nova redução que daria origem à cidade de "San Ignacio de Velasco". Nessa redução destacam-se: o altar da Igreja desenhado por Martín Schmidt, o sistema de irrigação e as oficinas que produziam diversos itens. |
| 1748            | "San Jerónimo del Rey"                                | Jesuítas              | Abipones                 | Argentina                                        | Fundada em outubro de 1748, na margem esquerda do arroio [[Rio El Rey]\|El Rey]], onde atualmente está localizada a cidade de Reconquista, na Província de Santa Fé. Na ocasião esteve presente Francisco de Echagüe y Andía, governador de Santa Fé. Segundo Martín Dobrizhoffer, devido a um acordo com os caciques, apenas os jovens deveriam ser convertidos ao catolicismo. Inicialmente agrupava quase de 300 nativos atraídos pelas condições materiais disponíveis na redução, como o acesso à carne bovina. Antes de 1760, se mudaram para a margem oposta do arroio. Em 1767, contava com 823 habitantes. |
| 1750            | "Purísima Concepción"                                 | Jesuítas              | Abipones                 | Argentina                                        | Também chamada como "Purísima Concepción de Abipones". Originalmente fundada na margem setentrional do Rio Bermejo, com o nome de "Concepción de Bermejo". Posteriormente, os habitantes, liderados por José Sánchez, se mudaram para as margens do Rio Salado, para território que atualmente pertencem ao Departamento de Quebrachos, ao sul da Província de Santiago del Estero. Em 1767, contava com 400 habitantes. |
| 1750            | "San Fernando del Río Negro"                          | Jesuítas              | Abipones                 | Argentina                                        | Fundada no dia 20 de maio 1750. Sua criação foi apoiada por Nicolás Patrón, governador de Corrientes, como meio de pacificar os abipones. Localizava-se na outra margem del Rio Paraná, onde, atualmente, está localizada a cidade de Resistância, na Província do Chaco. Em 1753, agrupava 679 abipones. Entre 1767 e 1773, os franciscanos assumiram a direção da redução, devido à expulsão dos jesuítas. Em 1865, os franciscanos fundaram no mesmo lugar redução "San Buenaventura del Monte Alto", dessa vez com nativos da etnia vilela, até que a abandonaram em 1872. |
| 1755            | "Santa Ana"                                           | Jesuítas              | Chiquitos                | Bolívia                                          | Última redução fundada pelos jesuítas entre os chiquitos. |
| 1756            | "San Ignacio de Ledesma"                              | Jesuítas              | Tobas                    | Argentina                                        | Primeira missão jesuíta na Província de Jujuy e primeira com os tobas. Fundada nas proximidades do Forte de San Ignacio de Ledesma e do Rio Grande. Em 1767, contava com 600 habitantes. |
| 1758            | "Francisco de Azero"                                  | Franciscanos          | Chanés                   | Bolívia                                          | Fundada por Tomás Amaya e Francisco del Pilar, que antes haviam fundado a pequena redução de "Concepción de Pilpilí", com cerca de 100 nativos. Era localizada em um llano rodeado por morros, nas margens do Rio Azero, que é um afluente do Rio Grande. Chegou a reunir cerca de 2.000 habitantes. |
| 1760            | "Nuestra Señora de Belén"                             | Jesuítas              | Mbayás                   | Paraguai                                         | Localizada a leste da atual cidade de Concepción no Paraguai, às margnes do Rio Ypané, a uns 500 km da mais próxima redução que agrupava chiquitos na Bolívia. Agrupava nativos da etnia mbayá que falavam guaicuru. Fundada por José Sánchez Labrador, em 23 de agosto de 1760, em um contexto no qual os jesuítas buscavam estabelecer uma ligação entre as reduções que agrupavam os chiquitos, no território que atualmente pertence à Bolívia, e as reduções localizadas em territórios que atualmente pertencem ao Paraguai. Em 1767, tinha 260 habitantes. |
| 1760            | "San Juan Nepomuceno"                                 | Jesuítas              | Guanás                   | Paraguai                                         | Localizava-se a oeste do Rio Paraguai, nas proximidades do Riacho Mosquitos. Fundada por Manuel Durán. Na época os guanás estavam submetidos aos mbayás. Em 1767, contava com cerca de 600 habitantes. |
| 1763            | "Nuestra Señora del Pilar"                            | Jesuítas              | Vilelas                  | Argentina                                        | Localizava-se no chaco da Província de Salta, em um lugar chamado Macapillo, sete léguas ao sul do Forte de Pitos. Agrupava nativos paisanes, um subgrupo da etnia vilela. Em 1767, contava com cerca de 200 habitantes. |
| 1763            | "Nuestra Señora del Buen Consejo"                     | Jesuítas              | Vilelas                  | Argentina                                        | Também conhecida como "San Joaquín de Ortega". Localizava-se em um lugar conhecido como Ortega, nas proximidades da redução de "Nuestra Señora del Pilar". Agrupava nativos omoampas, um subgrupo da etnia vilela. Era cercada por uma paliçada. Em 1767, contava com cerca de 200 habitantes. |
| 1763            | "Santo Rosario y San Carlos del Timbó"                | Jesuítas              | Abipones                 | Argentina                                        | O governador do Paraguai, José Martínez Fontes fez um acordo de paz com os abipones liderado pelo cacique Guachichi, que habitavam nas proximidades do Rio Bermejo, que, em 24 de novembro de 1763, resultou na fundação dessa redução. Localizava-se onde hoje se encontra a cidade de Herradura na Província de Formosa. Inicialmente foi liderada por Martín Dobrizhoffer, que posteriormente deixou a missão sob os cuidados de José Brigniel e Gerónimo Rejón. Em 1767, tinha cerca de 350 habitantes. |
| 1763            | "Nuestra Señora de la Asunción del Piray"             | Franciscanos          | Chiriguanos              | Bolívia                                          | O trabalho missionário foi iniciado pelos jesuítas mas abandonado devido à belicosidade de nativos rebeldes. Localizava-se relativamente próxima à Santa Cruz de la Sierra. Foi refundada em 10 de maio de 1763, por Lorenzo Ortiz. |
| 1765            | "San Pedro"                                           | Jesuítas              | Mocovis                  | Argentina                                        | Fundada por Florián Paucke, com o apoio do governador Pedro de Cevallos. Inicialmente agrupava 400 nativos. Localizava-se nas margens do arroio San Pedro, a meia légua de sua foz na Laguna do Prata. |
| 1767            | "San Francisco de Itapé"                              | Franciscanos          | Guaranis                 | Paraguai                                         | Fundada por Buenaventura de Villasboa. |
| 1771            | "Santísima Trinidad de Abapó"                         | Franciscanos          | Chiriguanos              | Bolívia                                          | Em 1690, os jesuítas José de Arce y Rojas e Juan Bautista de Zea haviam fundado naquele lugar uma redução denominada como: "Presentación de Nuestra Señora", que foi abandonada em decorrência de uma rebelião que levou os missionários a refugiar-se na redução de "San Javier de Chiquitos". Foi refundada em 1771, por franciscanos vinculados ao Colégio de Tarija. |
| 1772            | "Nuestra Señora del Carmen de Cabezas"                | Franciscanos          | Chiriguanos              | Bolívia                                          | Fundada em um lugar antes denominado como: Cotoca. Os trabalhos foram iniciados em 1769, pelo padre secular Melchor José Mariscal. Os franciscanos vinculados ao Colégio de Tarija, assumiram o controle em 24 de dezembro de 1772. Em 1810, tinha mais de 1800 chiriguanos. |
| 1779            | "Nuestra Señora de las Angustias de Zenta"            | Franciscanos          | Wichis                   | Argentina                                        | Localizada no chaco saltenho, nas margens do Rio Zenta. Fundada, no dia de setembro de 1779, por Manuel Concha e José Ocaña, franciscanos vinculados ao Colégio de Tarija. Junto à redução, foi levantado o Forte de San Andrés. Em 1799, habitava 427 nativos mataguaios, principalmente do subgrupo "wichi de los vejoses". Havia um grande canavial que dava origem a uma produção de açúcar de excelente qualidade, além de limões, laranjas, trigo arroz e várias hortaliças. |
| 1781            | "Nuestra Señora del Pilar de la Florida"              | Franciscanos          | Chiriguanos              | Bolívia                                          | Localizada nas proximidades da redução de "Nuestra Señora de la Asunción del Piray". Fundada por Francisco del Pilar, franciscano vinculado ao Colégio de Tarija. Entre 1787 e 1788, Francisco del Pilar fundou outras reduções: Mazabí, Igmirí e Zaypurú. Inesperadamente, os habitantes da redução de "Nuestra Señora del Pilar de la Florida" decidiram se deslocar para as novas reduções, provocando o esvaziamento daquela. Posteriormente, alguns habitantes da da redução de "Nuestra Señora de la Asunción del Piray" foram trazidos para a redução que tinha sido esvaziada. |
| 1787            | "Nuestra Señora de Guadalupe de Igmirí"               | Franciscanos          | Chiriguanos              | Bolívia                                          | Fundada por Francisco del Pilar. Devido à escassez de água, tinha uma economia de subsistência. |
| 1788            | "San Rafael Arcángel de Mazavi"                       | Franciscanos          | Chiriguanos              | Bolívia                                          | Fundada por Francisco del Pilar, no dia 24 de junho de 1788, localizava-se nas proximidades da redução de "Nuestra Señora de Guadalupe de Igmirí" e a 16 léguas da redução de "Nuestra Señora del Pilar de la Florida". Tinha plantações de milho, algodão, feijão e algumas hortaliças. Também enfrentava problemas de escassez de água. |
| 1788            | "San Antonio de Padua de Zaypurú"                     | Franciscanos          | Chiriguanos              | Bolívia                                          | Fundada por Francisco del Pilar. Localizava-se ao sul da redução de "Nuestra Señora de Guadalupe de Igmirí". Ficava ao lado de um forte que tinha 30 militares. |
| 1788            | "Tacuatí"                                             | Franciscanos          | Guaranis                 | Paraguai                                         | Fundada por Pedro de Bartolomé. O nome dessa redução corresponde a "cana-de-açúcar" em guarani. Cinco anos depois os franciscanos abandonariam a redução. Em 24 de setembro de 1799, missionários mercedários celebraram uma missa no lugar, refundando a redução. |
| 1789            | "Nuestra Señora de la Candelaria de Ití"              | Franciscanos          | Chanés                   | Bolívia                                          | Fundada no dia 30 de abril de 1789, por Francisco del Pilar. Os chanés eram particularmente resistentes à conversão ao cristianismo. Em 1799, tinha 1.014 habitantes, dos quais, apenas 167 eram batizados. |
| 1790            | "San Pedro Alcántara de Tayarendá"                    | Franciscanos          | Chiriguanos              | Bolívia                                          | Fundada no dia 8 de maio de 1790, por Francisco del Pilar. Localizava-se nas proximidades da redução de "Nuestra Señora de la Candelaria de Ití" e a 24 léguas a oeste da redução de "San Antonio de Padua de Zaypurú". Produzia milho, arroz, feijão e outros legumes. |
| 1791            | "San Miguel Arcángel de Itaú"                         | Franciscanos          | Chiriguanos              | Bolívia                                          | Fundada no dia 28 de julho de 1791, por Lorenzo Ramo, franciscano vinculado ao Colégio de Tarija. Localizava-se no Vale do Rio Itaú em um lugar chamado Tabarillo. Fundada próximas aos locais onde antes tinham sido fundadas as reduções "Tariquea" e "Garrapatas" que foram destruídas, entre 1757 e 1758, no contexto da rebelião chiriguana. No dia 22 de fevereiro de 1798, foi saqueada por nativos da etnia chané. Para evitar um novo ataque, foi construído um forte de adobe no lugar. Foi destruída na época das lutas pela independência. Em 1845, foi refundada até que uma epidemia de varíola dizimou sua população. |
| 1791            | "San Buenaventura de Tacuarembotí"                    | Franciscanos          | Chiriguanos              | Bolívia                                          | Fundada em 29 de novembro de 1791, por Francisco del Pilar. Localizava-se em um terreno fértil atravessado por um arroio bastante caudaloso. Em 1800, tinha 1400 habitantes. |
| 1792            | "San Gerónimo de Pirití"                              | Franciscanos          | Chiriguanos              | Bolívia                                          | Fundada em 3 de maio de 1792, por Francisco del Pilar. Localizava-se em um campo aberto, ao sudeste da redução de "San Buenaventura de Tacuarembotí". Em 1800, tinha 800 habitantes, a conversão para o cristianismo ocorria entre os mais jovens, mas não entre os adultos. |
| 1795            | "Santo Domingo de Tapuitá"                            | Franciscanos          | Chiriguanos              | Bolívia                                          | Fundada por Francisco del Pilar. Localizava-se duas léguas ao sudoeste da redução de "San Antonio de Padua de Zaypurú" e a noroeste da redução de "San Buenaventura de Tacuarembotí", em uma região serrana. |
| 1795            | "Purísima Concepción de Nuestra Señora de Parapití"   | Franciscanos          | Chiriguanos              | Bolívia                                          | Fundada, no dia 6 de janeiro de 1795, por Francisco del Pilar. Localizava-se nas margens do Rio Parapetí, no local onde atualmente está a cidade de "San Antonio del Parapetí" . Inicialmente reunia apenas 30 famílias às quais se somaram rapidamente outras 40. Em 1799, tinha 756 habitantes. Entre dezembro e novembro de 1799, foi destruída por rebeliões chiriguanas. Em 1801, foi refundada e chegou a reunir mais de 3.200 habitantes. Em 1814, foi destruída durantes as guerras pela independência. Os franciscanos retornaram em 1871, mas dessa vez vinculados ao Colégio de Potosi. |
| 1797            | "San Juan Nepomuceno"                                 | Franciscanos          | Guanás                   | Paraguai                                         | Fundada no dia 20 de novembro de 1797, com o apoio de Lázaro de Rivera, governador do Paraguai. Inicialmente liderada por Antônio Bogarín. Localizava-se em Caazapá e agrupava nativos charavanás, um subgrupo da etnia guaná. Muitos nativos se casaram com mulheres da etnia guarani o que levou a uma "guaranização" do lugar. |
| 1798            | "Apóstol San Pablo de la Tapera"                      | Franciscanos          | Chiriguanos              | Bolívia                                          | Fundada, no dia 28 de maio de 1798, por Francisco del Pilar. Tinha uma boa provisão de água. Em 1800, tinha 67 habitantes. |
| 1848            | "Nuestra Señora de Guadalupe de Chimeo"               | Franciscanos          | Chiriguanos              | Bolívia                                          | Após as turbulências causadas pelo processo de independência, os franciscanos vinculados ao Colégio de Tarija voltaram a fundar reduções. Em 1849, era liderada por Efrem Carrera. Dedicavam-se à pecuária. |
| 1851            | "San Roque de Aguairenda"                             | Franciscanos          | Chiriguanos              | Bolívia                                          | Fundada por Giuseppe Giannelli de Lucca. Localizava-se a 60 km da Redução de "San Miguel Arcángel de Itaú" e a 290 km de Tarija. Muitos habitantes morreram devido a epidemias. Em 1896, tinha 290 habitantes. Havia fabricação de ladrilhos. |
| 1856            | "Esquina Grande"                                      | Franciscanos          | Wichis                   | Argentina                                        | Localizava-se na margem direita do Rio Bermejo, ao sudeste de Orán, na Província de Salta. Chegou a reunir cerca de 60 famílias. Foi destruída em 1860. |
| 1859            | "Inmaculada Concepción del Bermejo"                   | Franciscanos          | Wichis                   | Argentina                                        | Na época da fundação tinha 800 habitantes. Localizava-se a três léguas do Rio Bermejo. Em 1875, foi destruída por uma enchente. |
| 1862            | "San Francisco de las Conchas"                        | Franciscanos          | Wichis                   | Argentina                                        | Fundada por Pedro Pellichi. Localizava-se a 70 km ao noroeste da Redução de Esquina Grande. Na época da fundação tinha mais de 600 habitantes. Em 1864, foi destruída por fazendeiros que tomaram as terras da redução. |
| 1900            | "Nueva Pompeya"                                       | Franciscanos          | Wichis                   | Argentina                                        | As autoridades concederam 20.000 hectares para formar essa redução. Em 1941, foi atingida por uma grande seca que duraria vários anos. Em 1949, os franciscanos deixaram o lugar. |
| 1901            | "San Francisco de Laishí"                             | Franciscanos          | Tobas                    | Argentina                                        | Durante a segunda presidência de Júlio Argentino Roca (1898-1904), os franciscanos vinculados ao Colégio de San Carlos da cidade de San Lorenzo, na Província de Santa Fé, foram autorizados a fundar reduções na Província de Formosa. Em 25 de março de 1901, foi fundada a redução de "San Francisco de Laishí", em um terreno de 74.000 hectares, a 63 km ao sudoeste da capital da Província, por Iturralde e Ghio. O nome "Laishí" refere-se a um cacique dos donos originários daquelas terras. No local produziu-se açúcar. até 1946. |
| 1901            | "San Francisco Solano de Tacaaglé"                    | Franciscanos          | Tobas e Pilagás          | Argentina                                        | Fundada, no dia 21 de Março de 1901, por Marcucci. Na época da fundação tinha 150 habitantes das etnias toba e pilagá. Localizava-se no território que atualmente pertence à Província de Formosa, que na época era um Departamento. Tinha uma área de 20.000 hectares, cedida pelo governo argentino. Os nativos teriam direito a porções da terra após dez anos de residência. O objetivo era a produção de açúcar. O termo "Tacaaglé" em toba se refere a uma espécie de ave: Chauna torquata. Essa redução enfrentou inundações, alterações de lugar e incêndios. Os franciscanos deixaram a redução em 1955. |

## Ligações Externas
- Historia de la Provincia del Paraguay de la Compañía de Jesús